# パワー郡 (アイダホ州)
パワー郡（パワーぐん、英: Power County）は、アメリカ合衆国アイダホ州に位置する郡である。2000年現在の国勢調査で、人口は7,538人である。ここの郡庁所在地はアメリカンフォールズである。
パワー郡はアイダホ州ポカテロ小都市統計地域の一部である。

## 歴史
パワー郡は、カシア郡の分割により、1913年1月30日にアイダホ州議会によって設立された。この郡は、アメリカンフォールズ発電所 (American Falls Power Plant) の名を取って命名された。

## 地理
アメリカ合衆国統計局によると、この郡は総面積3,736 km2（1,443 mi2）である。このうち3,640 km2 (1,406 mi2) が陸地で、96 km2 (37 mi2) が水面である。総面積の2.57%が水面となっている。

### 隣接する郡
- バノック郡 - （東）
- オナイダ郡(Oneida County) - （南）
- ビンガム郡 - （北2）
- ブレイン郡(Blaine County) - （北1）
- カシア郡(Cassia County) - （南西）

## 人口動勢
2000年現在の国勢調査で、この郡は人口7,538人、2,560世帯、及び1,968家族が暮らしている。人口密度は2/km2 (5/mi2) である。1/km2 (2/mi2) の平均的な密度に2,844軒の住宅が建っている。この郡の人種的な構成は白人83.78%、アフリカン・アメリカン0.09%、先住民3.29%、アジア0.32%、太平洋諸島系0.04%、その他の人種11.10%、及び混血1.38%である。ここの人口の21.73%はヒスパニックまたはラテン系である。
この郡内の住民は33.80%が18歳未満の未成年、18歳以上24歳以下が8.40%、25歳以上44歳以下が25.40%、45歳以上64歳以下が22.00%、及び65歳以上が10.40%にわたっている。中央値年齢は32歳である。女性100人ごとに対して男性は101.00人である。18歳以上の女性100人ごとに対して男性は99.90人である。
この郡の世帯ごとの平均的な収入は32,226米ドルであり、家族ごとの平均的な収入は36,685米ドルである。男性は29,676米ドルに対して女性は20,930米ドルの平均的な収入がある。この郡の一人当たりの収入 (per capita income) は14,007米ドルである。人口の16.10%及び家族の10.80%は貧困線以下である。全人口のうち18歳未満の20.10%及び65歳以上の12.70%は貧困線以下の生活を送っている。

## 都市及び町
- アメリカンフォールズ (American Falls)
- Arbon Valley
- ロックランド (Rockland)